# De lege agraria
Sotto il titolo complessivo di De lege agraria sono raccolte delle orazioni politiche pronunciate da Cicerone contro la proposta di redistribuzione delle terre avanzata dal tribuno della plebe Publio Servilio Rullo (63 a.C.).
Delle quattro orazioni originarie, a noi sono giunte la I (mutila dell'inizio), la II e la III (integre), mentre nulla è sopravvissuto della IV.

## Introduzione
Nell'anno 63 a.C. il tribuno Rullo, con la sua Lex agraria, cercò di ripulire Roma dalle masse di cittadini poveri che si erano riversate nella città, allo scopo di liberarla da un popolo che era pericoloso per la sua tranquillità. A quanto è dato di intendere la rogatio proponeva la creazione, in zone diverse d'Italia, di una massa di nuovi coloni ai quali sarebbero state assegnate terre acquistate da privati che fossero volontariamente disposti a cederle, o da possessores dell'agro pubblico da allontanare dietro compenso. Tutta l'operazione era finanziata grazie alla vendita o alla tassazione di diversi possedimenti statali, in Italia e nelle province. L'applicazione della legge era affidata a una commissione di decemviri, affiancati da numerosi esperti, destinata a restare in carica per cinque anni. Al fine di assicurare il finanziamento della legge, agli stessi erano concessi ampi poteri di vendita delle proprietà pubbliche, di impostazione di nuove tasse sulle province, di prelievo pressoché integrale delle eccedenze dei bottini di guerra dei generali romani. Com'era prevedibile, la legge di Rullo incontrò una forte ostilità. Mentre il popolo nullatenente crede che siano in gioco i suoi interessi, senza avere presente nei dettagli le conseguenze, gli ottimati si vedono messi in situazione delicata: da una parte possono solo vedere di buon occhio che il popolo perennemente scontento venga tranquillizzato e che una parte di esso venga allontanata da Roma; d'altra parte devono opporsi con la più grande diffidenza ad una concentrazione di poteri quale la legge presumibilmente prevede. La preoccupazione maggiore degli optimates fu probabilmente causata dalla perdita delle rendite provenienti dalle terre messe in vendita e dalla sottrazione dei bottini di guerra. Altra fonte di gravissima preoccupazione era la clausola che prevedeva la divisione in lotti, da assegnare ai coloni, dell'ager publicus della Campania, della vicina piana di Stella e la conseguente perdita delle rendite che queste regioni fornivano allo Stato. Infine, il grande potere concesso ai decemviri minava il tradizionale controllo delle finanze pubbliche e della politica estera da parte del senato.  Deciso a stroncare la proposta di Rullo, il 1º gennaio del 63 Cicerone attaccò di fronte al senato, riunito nel tempio di Giove Capitolino, la proposta del tribuno e il 2 gennaio rivolse lo stesso attacco di fronte al popolo. Un terzo e un quarto discorso – di cui resta solo testimonianza – furono pronunciati qualche giorno dopo sempre di fronte all'assemblea popolare per rintuzzare un violento e personale attacco di Rullo.

## Struttura e contenuto

### Oratio prima
Manca la parte iniziale dell'oratio prima, che conteneva l'exordium e la propositio.

#### Argumentatio: (1-22)
Il disegno di legge presentato dal tribuno della plebe Publio Servilio Rullo, seppur in apparenza ultra-democratico, risultava in realtà lesivo degli interessi generali dello Stato poiché tendeva ad istituire una vera dittatura economico finanziaria sfuggente a qualunque controllo. Cicerone dunque adduce alcune argomentazioni riguardanti i poteri speciali conferiti al collegio dei decemviri i quali, per cinque anni, avrebbero avuto facoltà di acquistare latifondi in Italia per stabilirvi coloni: tali magistrati saranno autorizzati a comprare nuove terre dove vorranno e al prezzo che vorranno:
«Quorum cum adventus graves, cum fasces formidolosi, tum vero iudicium ac potestas erit non ferenda; licebit enim, quod videbitur, publicum iudicare, quod iudicarint, vendere» [1] (De Leg. agr., I, 3).
potranno inoltre fondare nuovi insediamenti coloniali dove lo riterranno opportuno e in modo particolare a Capua, che meditano di rivolgere contro Roma.
La critica rivolta da Cicerone poggia dunque sulla vituperatio di Rullo il quale, alla ricerca di denaro pronto e costante, dissiperebbe il patrimonio della res publica, privando l'erario di molte sue entrate:
«Videte nunc, proximo capite ut impurus helluo turbet rem publicam, ut a maioribus nostris possessiones relictas disperdat ac dissipet, ut sit non minus in populi Romani patrimonio nepos quam in suo. Perscribit in sua lege vectigalia, quae decemviri vendant, hoc est, proscribit auctionem publicorum bonorum. Agros emi volt, qui dividantur; quadri pecuniam. Vide licet excogitabit aliquid atque adferet» [2] (De Leg. agr., I, 2).
L'oratore precisa al suo uditorio la consistenza e l'entità di tali vendite (parte dalla menzione di una non ben identificata silva Scanti), soffermandosi a ricordare come questi territori siano il frutto delle gesta eroiche dei padri e come dunque sia necessario opporsi ad una sconsiderata e pericolosa politica di largitiones.

#### Peroratio: (23-27)
In tale circostanza Cicerone, anticipando quanto sosterrà nell'exordium del discorso al popolo, si presenta al Senato come un console dedito alla causa popolare, ponendo particolare cura nel definire il proprio personaggio: moderazione, ragionevolezza, fermezza e rigore si configurano come i principi fondamentali che guidano il suo operato politico.  Nella parte conclusiva Cicerone esorta Rullo e i suoi complici a rinunciare al loro progetto, nella speranza che l'ordine senatorio possa riacquistare l'autorità ed il prestigio di un tempo:
«Quod si vos vestrum mihi studium, patres conscripti, ad comune dignitatem defendendam profitemini, perfidia profecto, id quod maxime res publica desiderat, ut huius ordinis auctoritas, quae apud maiores nostros fuit, eadem nunc longo intervallo rei publicae restituta esse videatur» [3] (De leg. agr., I, 9).

### Oratio secunda

#### Exordium: (1-10)
Cicerone mostra un'alta stima di sé e della propria affermazione elettorale, considerata quale evento politico rivoluzionario dal momento che, non potendo contare sul prestigio derivante dalla nobiltà dei suoi antenati in quanto homo novus, deve la carica che ora riveste principalmente alla scelta unanime del popolo, il quale ha saputo riconoscere la sua virtus. Insistendo con forza su un punto già toccato nel discorso in senato, l'oratore si presenta al popolo come il vero popularis, come colui che intende assicurare alla collettività pax e otium, parole d'ordine che caratterizzano l'intero suo consolato. Cicerone al contrario nega la stessa qualifica a coloro che perseguono meri fini di interesse personale, dipingendo perciò i decemviri come degli aspiranti alla tirannide e contrapponendo loro i Gracchi, dei quali tesse un ampio elogio:
«Venit enim mihi in mentem duos clarissimos, ingeniosissimos, amantissimos plebei Romanae viros, Tiberium et Gaium Gracchos, plebem in agris publicis constituisse, qui agri a privatis antea possidebantur» [4] (De leg. agr., II, 5).

#### Propositio: (11-16)
Cicerone espone all'uditorio, con dovizia di particolari, la modalità attraverso la quale fu preparato e depositato il progetto di legge da Rullo, facendo riferimento alle possibili implicazioni di una sua entrata in vigore. Gli effetti sarebbero stati pericolosissimi per l'ordine pubblico in quanto il ricavato della vendita all'asta dei territori demaniali avrebbe alimentato una cassa autonoma amministrata esclusivamente dai decemviri:
«Itaque hoc animo legem sumpsi in manu, ut eam cuperem esse aptam vestris commodis et eius modi, quam consul re, non oratione popularis et honeste et libenter posset defendere. Atque ego a primo capite legis usque ad extremum reperio, Quirites, nihil aliud cogitatum, nihil aliud susceptum, nihil aliud actum, nisi uti X reges aerari, vectigalium, provinciarum omnium, totius rei publicae, regnorum, liberorum populorum, orbis denique terrarum domini constituerentur legis agrariae simulazione atque nomine» [5] (De leg. agr., II, 6).

#### Argumentatio: (16-97)
Cicerone contesta la validità della procedura di elezione dei decemviri, designati a semplice maggioranza da sole 17 delle 35 tribù romane. Non sarà dunque la totalità del popolo romano ad avere un ruolo protagonistico, ma allo stesso Rullo spetterà presiedere i comizi elettorali ed estrarre a sorte le tribù chiamate a votare:
«Quaeret quispiam in tanta iniuria tantaque impudentia quid spectarit. Non defuit consilium; fides erga plebem Romanam, Quirites, aequitas in vos libertatem que vestram vehementer defuit»[6] (De leg. agr., II, 8).
Il meccanismo della legge ne risultava insidioso: infatti Rullo aveva ordinato che a presiedere le operazioni elettorali fosse lo stesso presentatore della legge, il quale avrebbe potuto facilmente manipolare la commissione decemvirale ed i commissari avrebbero in sostanza avuto il potere di render legale qualunque arbitrio. Cicerone dedica la parte finale dell'argumentatio ad una questione particolarmente complessa, ovvero la fondazione di nuovi insediamenti coloniali. L'attenzione è rivolta soprattutto alle terre della Campania: si trattava di un punto delicato, la cui ben nota fertilità poteva renderlo appetibile agli occhi dei potenziali coloni che costituivano parte dell'uditorio di Cicerone. L'oratore decise di opporsi alla frammentazione delle terre campane che avrebbe notevolmente ridotto le rendite che esse fornivano alla collettività del popolo romano.

#### Peroratio: (98-103)
Cicerone esorta Rullo a rinunciare al suo progetto di riforma agraria e ribadisce la propria sensibilità alla causa popolare, promettendo di proteggere lo Stato ed il popolo dalle minacce avanzate dal tribuno della plebe e dai suoi complici.

### Oratio tertia

#### Exordium: (1-2)
È probabile che Rullo abbia attaccato Cicerone nell'assemblea popolare subito dopo che il console ebbe pronunciata la sua orazione. Dunque con questo terzo discorso, tenuto a breve distanza dal secondo, l'oratore contrattacca cercando di confutare le argomentazioni del tribuno:
«Completi sunt animi auresque vestrae, Quirites, me gratificantem Septimiis, Turraniis ceterisque Sullanarum adsignatio num possessori bus agrariae legi et commodis vestris obsistere»[7] (De leg. agr., III, 1).

#### Propositio: (3)
Cicerone si difende dall'accusa di essere il difensore degli interessi dei possessori dei beni assegnati da Silla.

#### Argumentatio: (4-16)
L'oratore cerca di convincere l'uditorio che, in realtà, è Rullo a difendere gli interessi dei sillani: come nei precedenti discorsi cerca dunque di conferire obiettività al suo argomentare mediante la citazione di un articolo della legge e il ricorso ad un exemplum storico, la lex Valeria legibus scribundis et rei publicae constituendae.

## Differenze tra la prima e la seconda orazione
Cicerone, a seconda che parlasse di fronte al senato o di fronte al popolo, pur facendo ricorso ad argomenti sostanzialmente analoghi, seppe modularli e variarne le tinte con grande abilità, adattando il tono, lo stile, la struttura delle frasi e le stesse scelte lessicali. A tal proposito occorre dire che Cicerone cerca di coinvolgere il suo pubblico direttamente con apostrofi e soprattutto con domande e ripetizioni mirate. Pertanto, grande peso spetta alla costruzione stilistica, fin nella scelta lessicale. Il confronto fra orazioni politiche tenute davanti ad un pubblico diverso sullo stesso argomento mette in evidenzia con quale cura l'oratore si dedichi alla struttura e alla formulazione di ogni singola frase, fino alla scelta di ogni singola parola. Egli, utilizzando sia davanti al senato sia anche davanti al popolo un'abile scelta di argomenti e di immagini adeguati ed efficaci, ed esprimendoli in formulazioni che si prestano a destare l'interesse immediato di gruppi di ascoltatori così diversi, riesce non solo a convincerli e a respingere la proposta di legge, ma anche ad esporre loro il suo programma politico già all'atto dell'assunzione della carica. Plutarco racconta che Cicerone con l'orazione tenuta in senato contro la legge spaventò talmente gli stessi proponenti, che nessuno gli si oppose, e che di fronte al popolo non solo fece cadere quella legge, ma ottenne anche che i tribuni della plebe desistessero da altri suoi progetti, in quanto si sentirono completamente sopraffatti dalla sua orazione. La differenza tra l'orazione davanti al senato e quella davanti al popolo consiste nel fatto che Cicerone tratta in modo esauriente nell'orazione al senato dei pieni poteri conferiti ai decemviri per mettere in vendita i beni dello stato in tutte le province possibili; in presenza del popolo, invece, Cicerone accenna brevemente come appaia inquietante la formulazione della legge. Successivamente richiama l'attenzione dell'uditorio sulle forme di vendita attualmente autorizzate e le confronta con le modalità che saranno in futuro consentite portando a conoscenza del popolo la loro eccezionale segretezza. Cicerone dà sicuramente l'impressione di sollevare vere e proprie eccezioni contro quanto la legge dispone, però si limita a fare appello ai sentimenti dell'uditorio. L'oratore tiene conto della sensibilità dell'uditorio nella scelta delle parole dell'orazione al popolo; davanti al senato può rinunciare a simili mezzi in quanto deve farsi guidare da altre considerazioni. Per questo egli mette in guardia contro i pieni poteri senza limiti spaziali dei decemviri in modo molto più esaustivo che non quando parla al popolo, e con mezzi particolari cerca di conferire alle sue formulazioni efficacia sia contenutistica che stilistica. È indubbio, in ogni caso, che Cicerone ricerchi costantemente temi che possano maggiormente interessare l'uno o l'altro pubblico; è in senato comunque che Cicerone, con tono pacato e frasi moderate, dà l'impressione di una esposizione nettamente obiettiva, sebbene di fatto non chiarisca all'uditorio le problematiche della legge ma cerchi piuttosto di screditare il suo avversario e di evidenziarne la pericolosità dei progetti.

## Risvolti politici
Il De lege agraria costituisce il primo intervento di Cicerone in senato in qualità di console. Secondo le consuetudini romane, infatti, il 1º gennaio del 63 egli convocò il senato per pronunciare il suo discorso programmatico dopo aver assunto la nuova carica politica. In realtà l'espressione console si deve a Cicerone stesso, che, in una lettera ad Attico, parlerà della sua intenzione di formulare una raccolta di discorsi che dovevano chiamarsi appunto consolari. Nella lettera, inoltre, Cicerone non mancherà di riportare un elenco di tali discorsi, di cui quattro verranno dedicati al progetto di legge agraria di Publio Servilio Rullo. In tal senso l'intervento contro Rullo costituisce, per Cicerone, la prima occasione di estinguere il debito contratto con il suo elettorato (gli optimates), ricambiando il sostegno che gli era stato garantito durante le elezioni consolari. Infatti, nel 63 a.C., a seguito della congiura di Catilina, il Senato avverte come assoluta priorità quella di salvaguardare la propria auctoritas e di preservare l'ordine costituito, che i piani di Catilina avevano seriamente minacciato. Alla luce di questi avvenimenti, tra gli optimates emerge la necessità politica di arginare tale pericolo attraverso l'affidamento ad una figura politicamente forte e dotata di grande ascendenza; la scelta confluisce su Cicerone ed essenziale si rivela il sostegno incondizionato alla sua corsa al consolato. Non a caso la I orazione del De lege agraria si conclude con un appello rivolto ai senatori e con l'assicurazione solenne di restaurare l'autorità del «nostro ceto». Nell'orazione, dopo aver esposto il rifiuto di Rullo a qualsiasi tentativo di collaborazione intavolato da Cicerone e dopo aver criticato il fatto di aver proposto al popolo una legge «incomprensibile», l'oratore passa alla questione più saliente della proposta di legge agraria: l'istituzione della commissione di decemviri. A questi veniva assegnato, secondo Cicerone, un potere quasi monarchico, in quanto non si prevedevano limiti territoriali al suo esercizio. Il console, dunque, lamenta l'aspetto «antidemocratico» della legge che prevedeva l'elezione della commissione a carico di sole 17 tribù e fa notare come la legge non contempli la possibilità di respingere la candidatura per l'elezione della carica di decemviro in rapporto ad una eventuale immaturità giovanile, all'incompatibilità con l'adempimento di altre cariche dello Stato o alla pendenza di procedimenti giudiziari. L'unico vincolo (la presenza personale per la richiesta alla partecipazione) risulta invalidante esclusivamente per un candidato: Pompeo, che allora combatteva in Oriente. Nel corso della II orazione, infatti, sono sparsi vari cenni (talvolta sufficientemente eloquenti) a coloro che si ritengono i veri «ispiratori» di Rullo, cioè Cesare e Crasso. L'attiva opposizione di Cicerone al progetto di legge agraria e il successo dei suoi interventi, comunque, fecero sì che il piano di Rullo non fosse neanche messo ai voti e fosse successivamente ritirato dallo stesso Rullo. L'insuccesso di questa azione altresì dimostrò che la plebe urbana non aveva sentito un interesse sufficiente per il problema agrario, mentre la plebe rurale in quel periodo aveva perso quasi completamente la sua precedente influenza politica. Al tempo stesso, la vittoria di Cicerone su Rullo e sugli esponenti politici che si riteneva fossero alle sue spalle, procurò all'oratore il favore incondizionato dell'ordine senatorio e ben presto, anche una certa simpatia da parte dei cavalieri. In una lettera a Lentulo Spintere, infatti, Cicerone afferma: «Durante il mio consolato, rammento, sin dall'inizio, dalle calende di gennaio, posi fondamenta stabili per consolidare il senato». La considerazione della prospettiva politica che soggiace all'elaborazione del De lege agraria non può esimersi dalla considerazione che il 63 a.C., anno della redazione e della presentazione dell'orazione, è stato definito il periodo aureo del progetto ciceroniano della concordia ordinum. Per l'oratore, tale concordia doveva rappresentare il punto di partenza per la costruzione di un vero e proprio programma politico che, basandosi sugli interessi materiali dei ceti, li superasse in virtù di un'armonica egemonia dei due ordines, che fossero in grado di garantire la salus della res publica. Non a caso lo sviluppo degli anni seguenti e l'assenza di ogni volontà di mediare quegli interessi per il rafforzamento dello Stato, renderanno ben presto Cicerone conscio dell'inadeguatezza del proprio progetto. Nel 63 a.C. però, la sua illusione politica è molto forte e si manifesta in modo evidente nell'esordio della II orazione, laddove Cicerone definisce la sua affermazione elettorale come un evento eccezionale e rivoluzionario. Secondo l'oratore, infatti, per la prima volta un homo novus (la cui vittoria elettorale, cioè, è stata dettata non dall'azione di compromessi politici, bensì dal riconoscimento dei propri meriti personali e politici) ha conquistato la massima carica dello Stato con l'intento di dar luogo ad un progetto politico che col tempo avrebbe scardinato la roccaforte della nobiltà, il consolato: carica che non sarebbe più stata intesa come logica conseguenza politica del blasone familiare.

## Edizioni
- «De lege agraria» in L. Servilium Rullum tribunum plebis orationes tres, quarum prima Jacobi Bugelii et Leodegarii a Quercu, secunda et tertia Eubuli Dynateri scholiis illustrantur, Parisiis, ex officina Michaelis Vascosani, 1540.
- Orationes tres «de lege agraria», Recensuit et explicavit Aug. Wilh. Zumptius, Berolini, apud Ferdinandum Duemmlerum, 1861.

## Traduzioni
- Orazioni sulla legge agraria, Versione di Luigi Filippi, Milano, Notari, 1930.
- «Sulla legge agraria», orazione prima, Versione, introduzione e note di Angelo Ottolini, Milano, C. Signorelli, 1940.
- «Sulla legge agraria», orazione seconda e terza, Versione, introduzione e note di Angelo Ottolini, Milano, C. Signorelli, 1940.